# Wasiutynci (przystanek kolejowy)
Wasiutynci (ukr. Васютинці) – przystanek kolejowy w miejscowości Wasiutyńce, w rejonie żmeryńskim, w obwodzie winnickim, na Ukrainie. Położony jest na linii Odessa – Lwów.